# Царенко Євген Володимирович
Євген (Євмен) Володимирович Царенко (? — 22 вересня 1919) — командир полку Дієвої армії УНР.

## Біографія
Походив з селян Васильківського повіту  Київської губернії, ймовірно, з Шамраївки. Закінчив військове училище. 
Під час Першої світової війни служив у 62-му піхотному Суздальському полку. У середині червня 1917 р. був контужений. Був нагороджений 1 червня 1917 р. Орденом святого Станіслава ІІІ ступеню і Георгіївською зброєю (11 жовтня 1917). Останнє звання у російській армії — штабс-капітан (за бойові заслуги).
З 29 листопада 1917 р — командир 14-го Українського полку 2-го Січового Запорізького корпусу військ  Центральної Ради. 
У 1918 р. — командир 1-го куреня Окремого Чорноморського Коша (з кінця 1918 р. — 1-го Чорноморського полку) Армії Української Держави. 
З грудня 1918 р. — командир 1-го Чорноморського полку (з червня 1919 — 8-й Чорноморський полк 3-ї дивізії) військ  Директорії, згодом — Дієвої армії УНР. 
18 серпня 1919 р. у бою з червоними був важко поранений у живіт. 
Помер від рани у житомирському госпіталі 22 вересня 1919.